# Zayid bin Sultan Al Nahyan

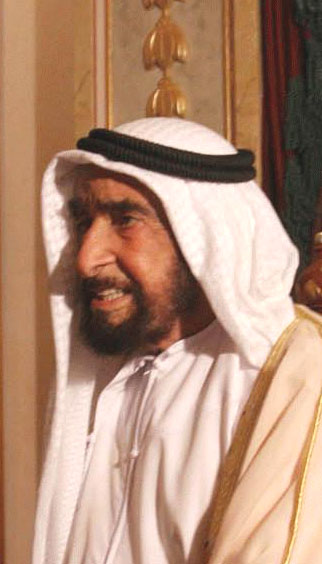
Zayid bin Sultan Al Nahyan

Scheich Zayid bin Sultan Al Nahyan (* 6. Mai 1918 in al-Ain; † 2. November 2004 in Abu Dhabi; arabisch الشيخ زايد بن سلطان آل نهيان, DMG aš-Šaiḫ Zāyid b. Sulṭān Āl Nahyān) war seit 1966 der Emir von Abu Dhabi und bis zu seinem Tod der erste Präsident der Vereinigten Arabischen Emirate (VAE) seit der Unabhängigkeit im Jahr 1971.

## Die ersten Jahre

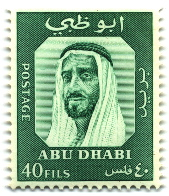
Briefmarke von 1967

Scheich Zayid wurde 1918 in al-Ain, einem Oasendorf etwa 160 Kilometer östlich der Hauptstadt, geboren. Sein genaues Geburtsdatum ist unbekannt, es gibt auch Quellen, die es mit 1916 beziffern. Scheich Zayid wurde nach seinem Großvater, Scheich Zayid bin Chalifa Al Nahyan, benannt. Er war der jüngste von vier Söhnen von Scheich Sultan bin Zayid, dem Herrscher von Abu Dhabi von 1922 bis zu dessen Ermordung 1926. Seine Ausbildung beschränkte sich, wie in dieser Zeit und Region üblich, auf die religiösen Prinzipien des Islam und die traditionelle Lebensweise der Beduinen.

## Karriere
1928 übernahm sein Bruder Scheich Schachbut (Shakhbut) bin Sultan Al Nahyan, nachdem der Onkel Saqr bin Zayid Al Nahyan ermordet worden war, die Regierungsgeschäfte.
Zayid wurde 1946 von Schachbut als Gouverneur im Osten Abu Dhabis mit Sitz im Muwaiji Fort in al Ain eingesetzt. Damals war die Bevölkerung dieser Region sehr arm und litt immer wieder unter unterschiedlichen Krankheiten. Als britische Ölsuchaktionen begannen, wurden sie von Scheich Zayid begleitet und unterstützt.
1952 besetzte eine kleine saudi-arabische Kampfeinheit unter der Führung von Turki bin Abdullah Al Otaishan das Dorf Hamasa an der Buraimi-Oase. Zayid war bekannt für seinen Widerstand gegen saudi-arabische Gebietsansprüche. Er wies 30 Millionen Britische Pfund an Bestechungsgeld von Aramco, das in dem umstrittenen Gebiet nach Öl suchen wollte, zurück. In diesem Streit mit Saudi-Arabien besuchten Zayid und sein Bruder Hazza 1955 das Buraimi-Schiedsgericht in Genf und bewiesen die Bestechungsversuche, worauf Saudi-Arabien die Verhandlungen verließ. Die Briten begannen infolgedessen erfolgreich, das besetzte Gebiet mit einer lokalen Kampfeinheit zurückzuerobern. Es folgte eine Periode höherer politischer Stabilität, die es Scheich Zayid ermöglichte, die Region weiterzuentwickeln. Insbesondere verbesserte er das Bewässerungssystem, ein Netzwerk aus Wasserkanälen von der Buraimi-Oase zur Bewässerung der Felder, genannt Falaj-System.
Der trotz der Ölfunde im Jahr 1958 und des Beginns von Ölexporten im Jahr 1962 nur langsame Fortschritt führte innerhalb der Herrscherfamilie zu heftigen Zweifeln an Schachbuts Regierung. Am 6. August 1966 wurde Scheich Schachbut schließlich in einem unblutigen Palastputsch abgesetzt. Die Brüder Zayid und Schachbut hielten das Versprechen, das sie ihrer Mutter gegeben hatten, niemals Gewalt gegeneinander anzuwenden. Obwohl es aus geschichtlichen Aufzeichnungen nicht ganz klar hervorgeht, dürfte Scheich Zayid bei diesem Putsch nicht nur die volle Unterstützung seiner Familie, sondern auch die der britischen Regierung genossen haben. Die Trucial Oman Scouts brachten Scheich Schachbut sicher aus Abu Dhabi. Nach teilweise schwierigen Verhandlungen mit den Herrschern der anderen sechs Emirate wurden am 2. Dezember 1971 die Vereinigten Arabischen Emirate mit Scheich Zayid als Präsidenten gegründet. Scheich Zayid wurde noch weitere vier Mal zum Präsidenten der VAE gewählt: 1976, 1981, 1986 und 1991.
1974 beendete Scheich Zayid den Grenzstreit mit Saudi-Arabien durch den Vertrag von Dschidda, indem er Saudi-Arabien im Gegenzug zur Anerkennung der VAE Zugang zum unteren persischen Golf (Landverbindung zwischen den VAE und Katar) und einen Teil des Schaiba-Ölfeldes überließ.

## Werte und Einstellungen
Scheich Zayid war entschlossen, die Emirate zu einer Föderation zu verbinden. Sein Aufruf zur Kooperation betraf auch den auf der anderen Seite des persischen Golfs gelegenen Iran. Er setzte auf Dialog im Streit zwischen Schardscha und dem Iran, bei dem es um drei strategisch wichtige Inseln in iranischer Hand, die Schardscha jedoch beanspruchte, ging. Trotz mehr als drei Dekaden andauernder diplomatischer Bemühungen auf Seiten der Vereinigten Arabischen Emirate gehören die Inseln nach wie vor dem Iran.
Scheich Zayid war ein relativ liberaler Herrscher und erlaubte unter anderem private Medien. Allerdings erwartete er von ihnen eine gewisse Selbstzensur und Kritiklosigkeit gegenüber den Herrscherfamilien. Die erlaubte Religionsfreiheit und die umfangreichen Rechte von Ausländern waren anderen arabischen Staaten oft ein Dorn im Auge, in diesen Punkten waren manche enttäuscht von Scheich Zayid als muslimischem Staatsoberhaupt.
Wenn es um umstrittene Themen oder Ereignisse in der arabischen Welt ging, scheute sich Scheich Zayid nicht, seine Meinung kundzutun. Geschockt vom Leid irakischer Zivilisten drängte er beispielsweise die USA, die wirtschaftlichen Sanktionen gegen den Irak zu lockern. Das stieß auf großes Missfallen von Kuwait, die USA hatten diese Sanktionen schließlich aufgrund der irakischen Invasion 1990 in Kuwait beschlossen.
Scheich Zayid war einer der reichsten Männer der Welt. Laut Forbes Magazine besaß er etwa 20 Milliarden Dollar. Sein Reichtum rührte vor allem von den immensen Ölmassen der VAE, die sich unter den Top Ten der größten gefundenen Ölreserven befinden. 1988 kaufte er sich für 5 Millionen britische Pfund den berühmten Tittenhurst Park.

## Politik

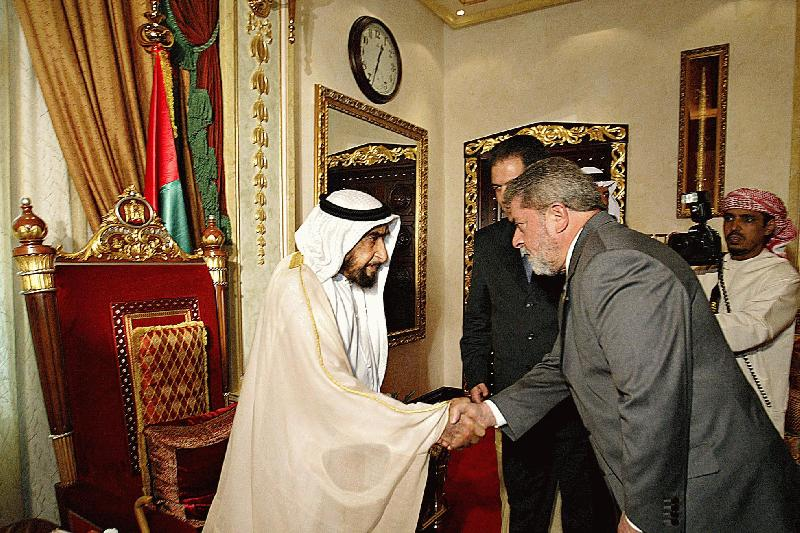
Zayid bin Sultan Al Nahyan mit dem Präsidenten von Brasilien Luiz Inácio Lula da Silva, in Abu Dhabi am 6. Dezember 2003

1971, als sich die Briten vom persischen Golf zurückzogen, gründete Scheich Zayid den Abu Dhabi Fund for Arab Economic Development. In den folgenden Jahrzehnten wurde ein Teil der Öleinnahmen dadurch an ärmere arabische Staaten in Asien und Afrika weitergegeben. Scheich Zayid wird auch als „der Mann, der die Wüste grün machte“ bezeichnet. Das war eine Anspielung auf seine großen Investitionen in Projekte, die die harsche Wüstengegend ansprechender gestalten sollen.
Zayid baute mit dem Geld aus den Ölexporten auch Institutionen wie Krankenhäuser, Schulen und Universitäten. Er ermöglichte den Bürgern der Vereinigten Arabischen Emirate kostenlosen Zugang dazu. Andere Wohltätigkeitsaktionen sind die Adoption von hunderten Waisen und die Errichtung von Krankenhäusern in Europa, Asien und Afrika.
Als er 1997 von Reportern der New York Times gefragt wurde, warum es keine gewählte Legislative in den VAE gab, antwortete er:

„Warum sollten wir ein System aufgeben, das unser Volk befriedigt, um ein System einzuführen, das Widerspruch und Streit erzeugt? Unser Regierungssystem basiert auf unserer Religion und das ist es, was unsere Leute wollen. Sollten sie Alternativen suchen, sind wir bereit, ihnen zuzuhören.
Wir haben immer gesagt, dass unsere Leute ihre Anliegen offen aussprechen sollen. Wir alle sitzen im selben Boot und sie sind beides, Kapitän und Besatzung. Unsere Türen stehen offen für jede Meinung, das weiß jeder unserer Bürger ganz genau. Es ist unsere tiefste Überzeugung, dass Allah die Menschen frei erschuf und er vorgeschrieben hat, dass jedes Individuum Freiheit genießen muss. Keiner soll sich so benehmen, als ob er andere besitzen würde.
Diejenigen in Führerschaftspositionen sollten ihrem Volk mit Geduld und Verständnis begegnen, denn das ist ihre von Allah befohlene Pflicht, der uns befiehlt, alle Lebewesen mit Würde zu behandeln. Wie könnte es etwas geringeres für die Menschheit geben, die als Nachfahren Allahs auf Erden geschaffen wurde?
Unser Regierungssystem leitet seine Machtbefugnis nicht von den Menschen ab, sondern ist in unserer Religion verankert und basiert auf Allahs Buch, dem Koran. Welche Pflicht haben wir, die andere uns aufgezwungen haben? Seine Lehren sind ewig und vollständig, während die menschlichen Systeme vergänglich und unvollständig sind.“

Land wurde oft gratis vergeben. Das half vielen landlosen Familien, jedoch profitierten davon auch enorm reiche Klans und Einzelpersonen, denen Land im Verhältnis zu ihrem Status und ihrem Einfluss auf die Königsfamilie gegeben wurde.
Seine Majilis (traditionelle arabische Diskussionsrunden) waren der Öffentlichkeit zugänglich. Ebenso wie die Diskussion von nationalen und persönlichen Fragen mochte er es, der Meinung der Leute zu Poesie und den Schilderungen junger Poeten zu lauschen. Scheich Zayid erlaubte den Bau von nichtmuslimischen Gebäuden wie etwa Kirchen und Tempel. Dadurch blieb er besonders vielen ausländischen Arbeitern, die etwa drei Viertel der Bevölkerung der Vereinigten Arabischen Emirate ausmachen, gut in Erinnerung. Scheich Zayid war auch ein Befürworter von Frauenrechten wie Zugang zu Bildung oder Arbeitsrechte für Frauen. Er bewegte sich dabei im Rahmen traditioneller Vorgaben, war jedoch viel liberaler als seine Gesprächspartner im Golfkooperationsrat.

## Tod

Scheich-Zayid-Moschee

2000 wurde Zayid in der Cleveland-Klinik in den USA eine Niere transplantiert. Er starb am 2. November 2004 nach langer Krankheit. Die genaue Todesursache wurde nicht bekannt gegeben. Nach islamischer Tradition wurde er am Nachmittag des 3. November neben der im Bau befindlichen Scheich-Zayid-Moschee in Abu Dhabi beigesetzt. Sein ältester Sohn, Kronprinz Chalifa bin Zayid Al Nahyan, der während der langen Krankheit Scheich Zayids kommissarisch die Regierung geführt hatte, übernahm die Amtsgeschäfte für das Emirat Abu Dhabi und wurde am 3. November 2004 vom „Supreme Court of Rulers“ (Versammlung der sieben Herrscher der einzelnen Emirate) zum neuen Präsidenten der VAE gewählt.
Nach Zayids Tod wurde eine Staatstrauer von drei Tagen für den Privatsektor und von acht Tagen für staatliche Stellen angeordnet, während der diese Einrichtungen, bis auf einen Notbetrieb, geschlossen blieben. Außerdem hingen alle Flaggen für 40 Tage auf halbmast. Die Radiosender stellten ihr Programm für 20 Tage auf Koranverse und klassische Musik um. Auch in vielen anderen arabischen Staaten wurde mehrtägige Staatstrauer ausgerufen. Der noch zu seinen Lebzeiten begonnene Flughafen Kukës ist nach ihm benannt und wurde posthum 2010 fertiggestellt. Er ist einer von zwei Verkehrsflughäfen Albaniens.
2005 wurde Zayid posthum der Champions of Earth Award verliehen.